# Las Omañas
Pour les articles homonymes, voir Omana.
Las Omañas est une commune d'Espagne dans la province de León, communauté autonome de Castille-et-León. Elle s'étend sur 32,49 km2 et comptait environ 291 habitants en 2015.